# آزمایش‌های نزدیکی و فرود

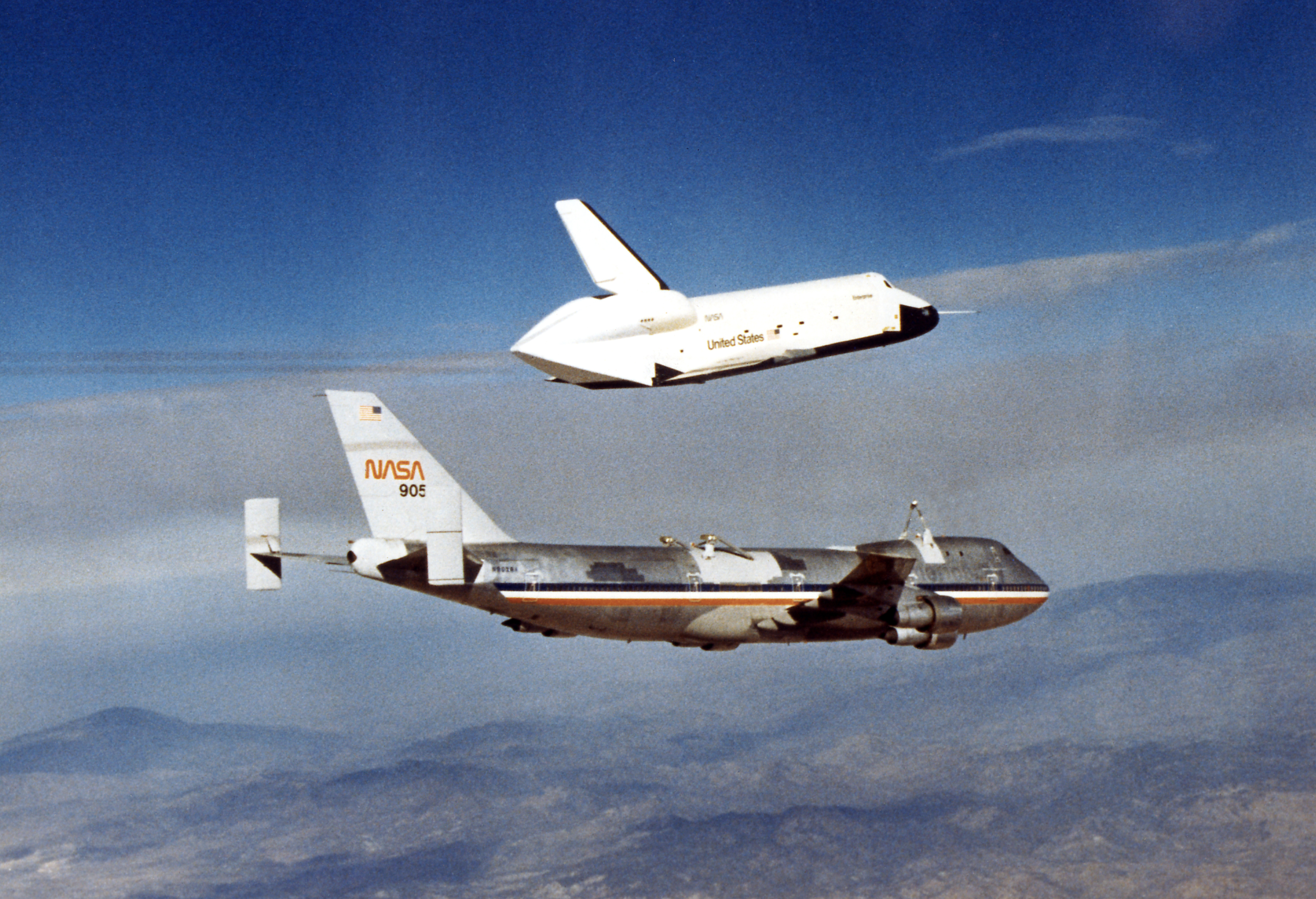
جدا شدن شاتل فضایی انترپرایز از هواپیمای شاتل‌بر در اولین پروازش

آزمایش‌های نزدیکی و فرود (انگلیسی: Approach and Landing Tests) یا به صورت مخفف (ALT)، مجموعه ای از آزمایش‌ها شامل تاکسی و تمرین پرواز شاتل فضایی انترپرایز (نمونه آزمایشی شاتل‌های فضایی) در سال ۱۹۷۷ میلادی بود. این آزمایش‌ها برای بررسی عملکرد شاتل فضایی، طی پرواز و همچنین در حالت متصل به هواپیمای شاتل بر (SCA) طراحی شده بودند.

## ویدیوها
- برخاستن هواپیمای شاتل‌بر حامل شاتل انترپرایز
- جدا شدن شاتل انترپرایز از روی هواپیمای شاتل‌بر
- فرود شاتل انترپرایز